# 萬歲
万岁是歡呼口號，源自於中國帝制時代人民对皇帝、君主或國祚的祝福，作为汉字文化圈的朝鮮半島、日本和越南由於受到當時的中國文化影響，也採用此詞表示对君主的祝福。而即使到了现代，共和制政体或议会制度在大多数国家已经建立，但是在很多奉行对领袖个人崇拜的国家，“万岁”一词也经常出现；有时亦不用于个人崇拜，而是表达对國家、某个组织或某种理念的赞美或认同。

## 中国大陸

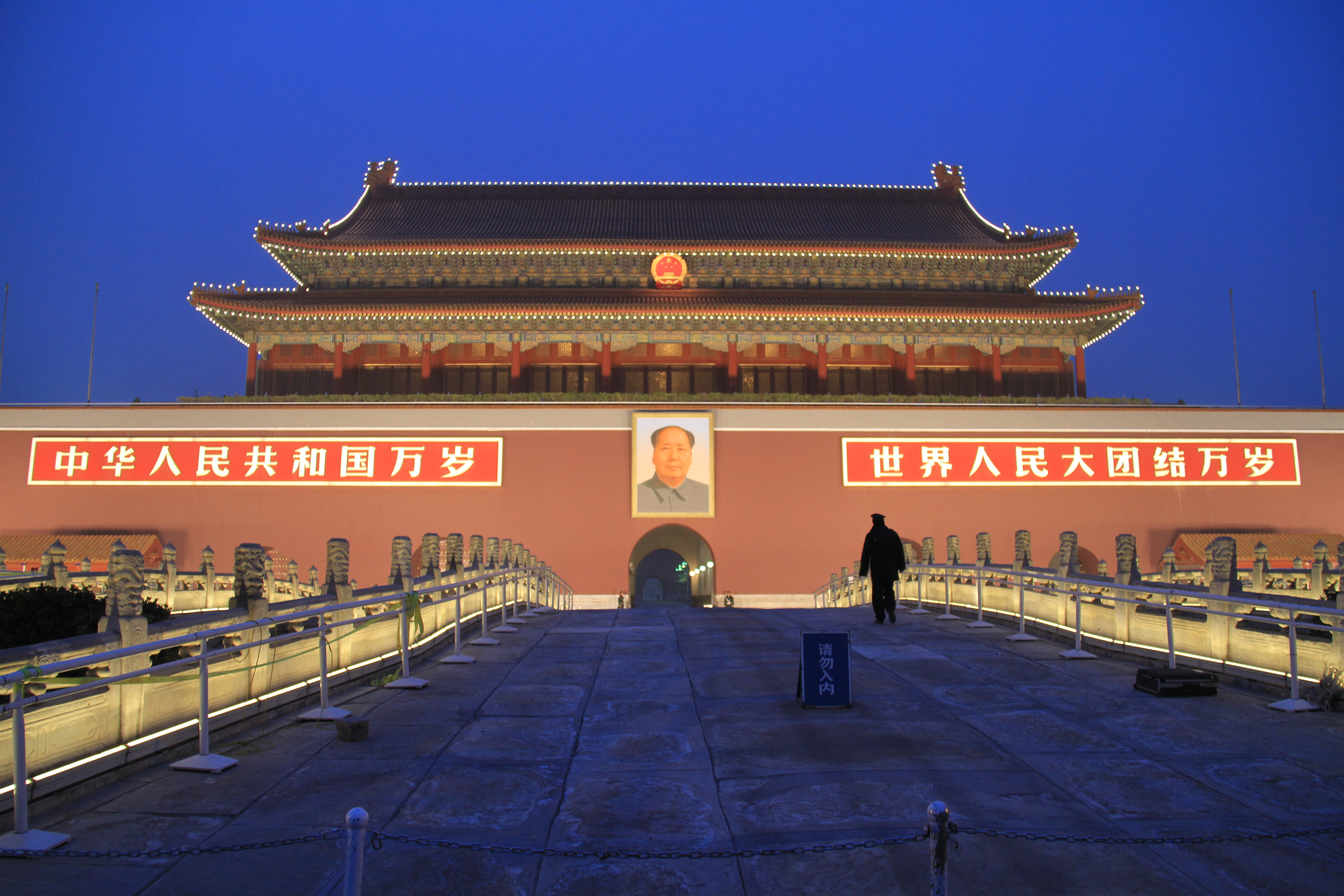
天安门城楼上的标语「中華人民共和國萬歲」與「世界人民大團結萬歲」

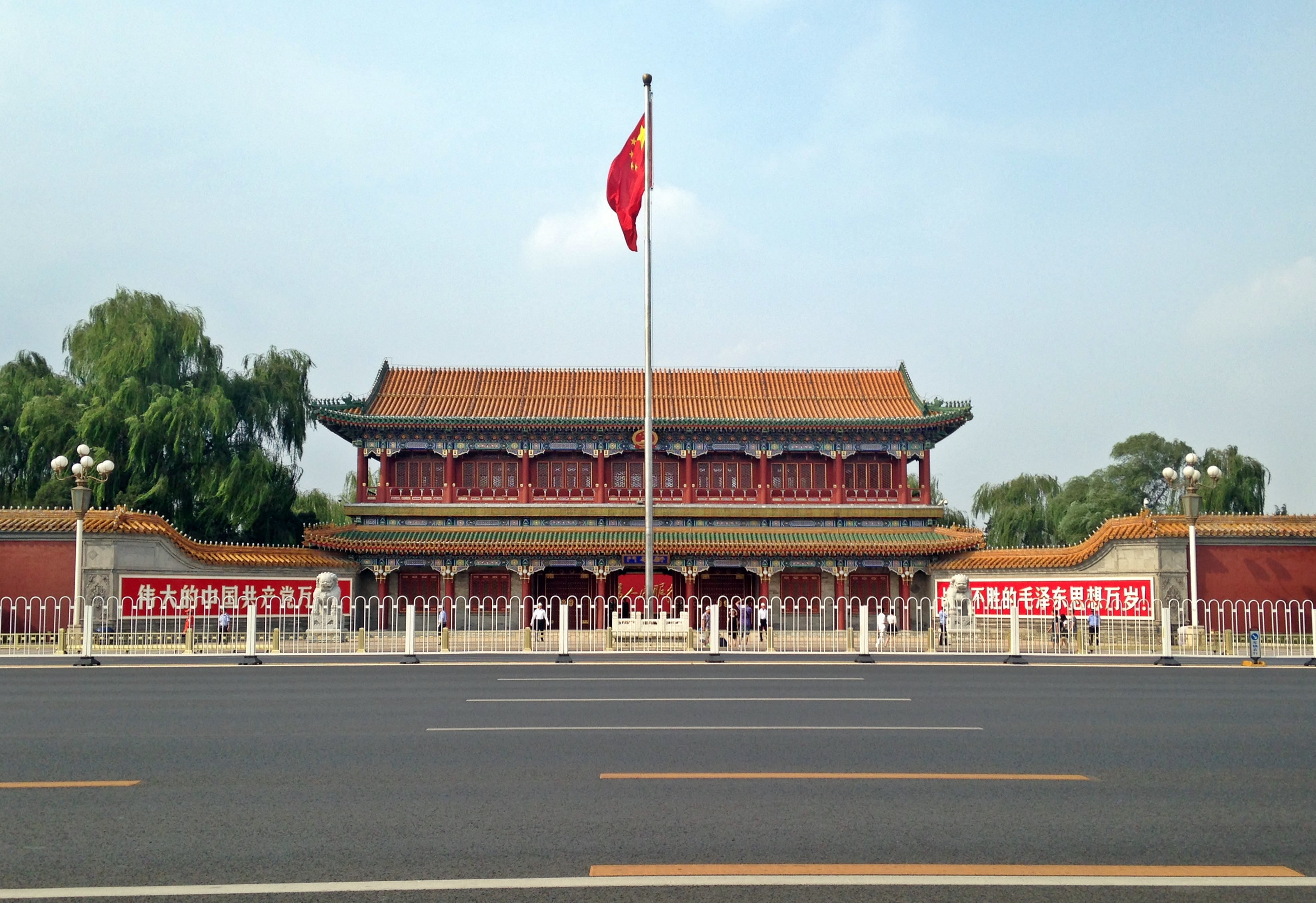
新華门兩側的标语「偉大的中國共產黨萬歲！」與「戰無不勝的毛澤東思想萬歲！」

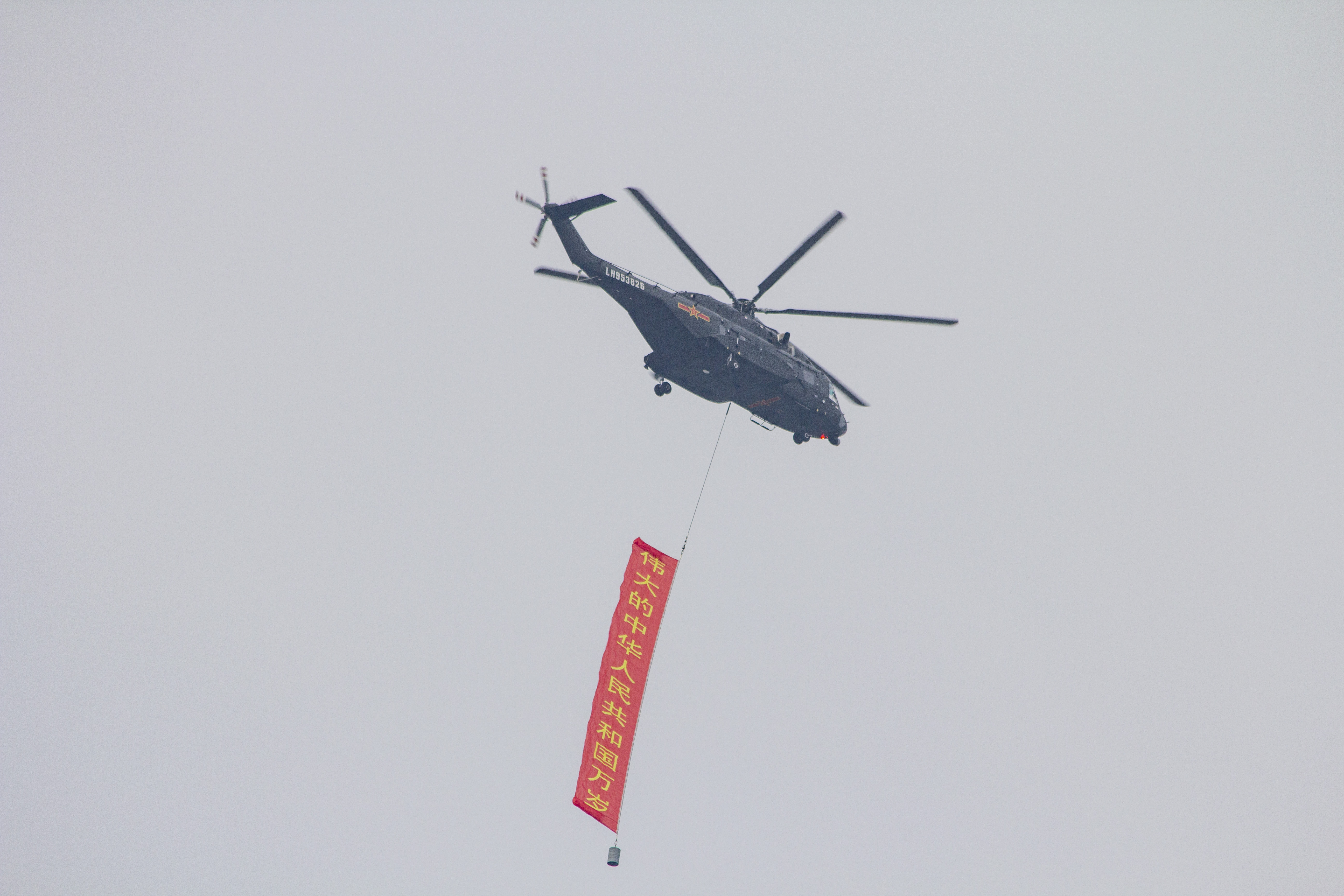
中共创建一百周年庆祝活动上，直-8L携带标语“伟大的中华人民共和国万岁”飞越首都北京。

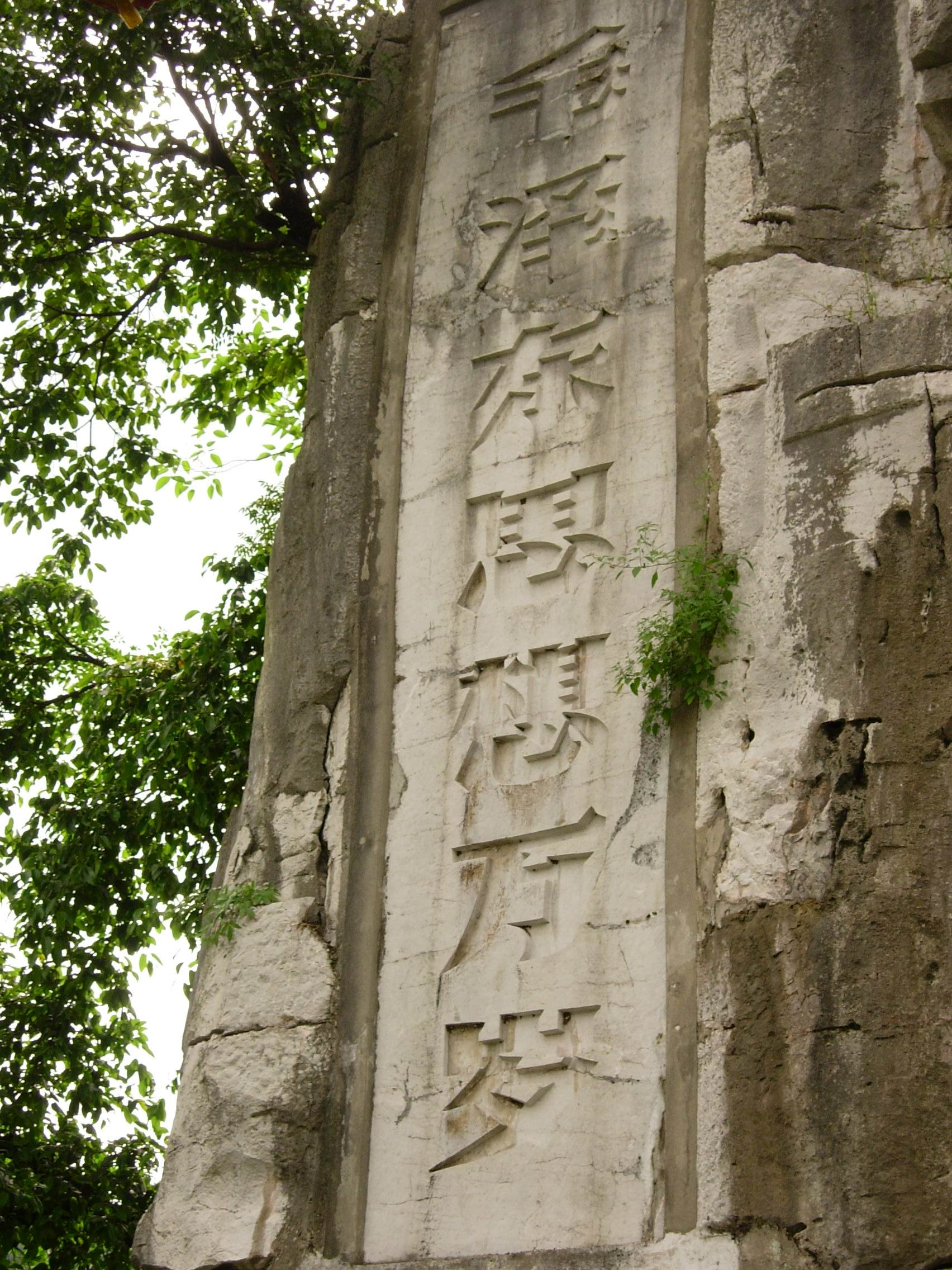
桂林市七星公园当中岩石上的刻字

始見於西周。《詩經·大雅·江漢》记载，邵虎受封時稱：「虎拜稽首：天子萬年。」
唐朝前，万岁是一种普遍祝福语，各个阶层都能使用。
自唐朝起，中国人开始使用“万岁”表达对皇帝的祝福，后来也衍生成为皇帝的代詞。虽然在民间对此之前的三国时期的曹操有“魏王千岁”的提法，但无史料记载。
明代一些有势力的宦官，如刘瑾和魏忠贤有“九千岁”的称呼，以示和万岁只差一步之遥。
清末的太平天國甚至使用「萬歲」、「九千歲」、「八千歲」等作為地位的排名，據說「東王九千歲」楊秀清就是因為強迫天王洪秀全封他為「萬歲」，惹起洪秀全不滿，最終密詔「北王六千歲」韋昌輝除去楊秀清，觸發天京事變。
抗日战争時期，时任南京国民政府主席汪精衛也接受万岁的欢呼，包括其發表對美國、英國的宣戰演說时曾率眾呼喊“興復東亞”、“保衛東亞”、“東亞民族萬歲”、“新國民運動萬歲”、“東亞建設萬歲”、“中國自由平等萬歲”、“東亞解放萬歲”等口號，群眾與百官回以“汪主席萬歲”。1943年，南京國民政府在舉行紀念鴉片戰爭100週年的「反英興亞大會」中演說現場，宣傳部長林伯生也帶頭高呼「發揚大東亞精神」、「保衛東亞」及「中華民國萬歲」。
抗日战争结束后时任国民政府主席、国民政府军事委员会委员长蒋中正也接受万岁的欢呼，包括1945年中國共產黨中央委員會主席毛泽东在重庆谈判时曾呼喊“新中国万岁、”“蒋委员长万岁”。
1922年7月，中国共产党第二次全国代表大会在上海召开，确定了中国共产党最高和最低党纲。会议发表的宣言最后的口号“中国共产党万岁！”被后来中共的一些文献沿用，并出现在以后的一些重大会议和节日庆典的标语内容中，也成为一些中共黨員临死前喊的口号。
中华人民共和国开国大典上群众呼“毛主席万岁”，毛泽东回应“人民万岁”。在北京的天安门城楼上，有“中华人民共和国万岁”和“世界人民大团结万岁”的标语。中华人民共和国最高领导人至今国庆阅兵典礼上仍然使用“中华人民共和国万岁”、“伟大的中国共产党万岁”、“伟大的中国人民万岁！”的口号。。
在抗美援朝第二次战役中，梁兴初所率的第三十八集团军成功穿插三所里與龍源里，并在松骨峰阻擊戰中取得大捷，志願軍司令員彭德懷電報嘉獎稱「中國人民志願軍萬歲！第三十八軍萬歲！」從此第三十八軍有了「萬歲軍」的稱號。
在“无产阶级文化大革命”时期，中国大陸有部份人呼“毛主席万岁！”。有些被迫自杀的人们，如翦伯赞，在临死之前留下的遗言裡，还呼“毛主席万岁”，原因不明。在中国各地的建筑甚至野外也刷写了这样的标语。比如从Google Map上可以看到中国新疆一处野外的露天巨型标语。类似用法还包括“马克思主义、列宁主义、毛泽东思想万岁！”、“伟大的中国共产党万岁！”和“伟大的、光荣的、正确的中国共产党万岁！”等。
华国锋接任中国共产党中央委员会主席掌权之后也有人喊“华主席万岁！”，但从之后的邓小平时期开始，中共不再使用“万岁”来欢呼个别党和国家领导人。

## 中華民國

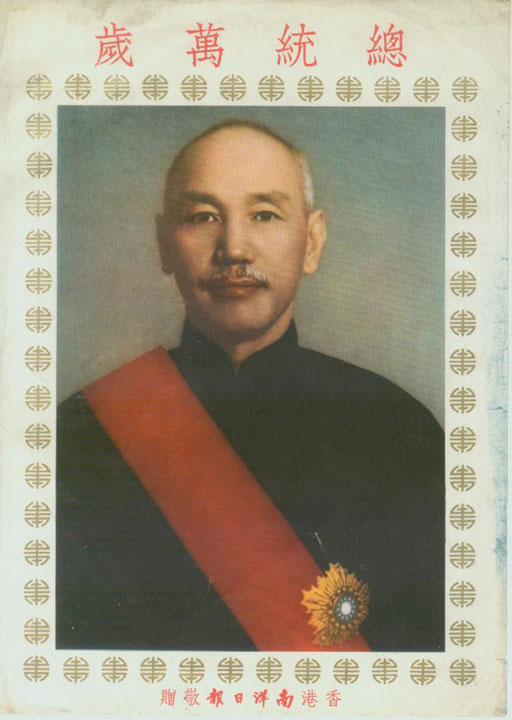
「總統萬歲」宣傳畫

在中華民國，前中華民國總統兼中國國民黨總裁蔣中正在检阅游行时也有人高呼“蔣總統萬歲！”。前總統蔣經國同样习惯在检阅軍隊场合带领民众高呼“三民主義萬歲！中華民國萬歲！萬歲！萬萬歲！”。現在中華民國政府在元旦、中華民國國慶日、新任總統就職典禮等國家慶典上，仍會使用「中華民國萬歲」口號。1996年總統大選結果揭曉，當選的李登輝總統帶領群眾高喊「三民主義萬歲！臺灣人民萬歲！」。在前總統陳水扁任內，除了「中華民國萬歲」外，也喊過「自由民主萬歲」、「臺灣人民萬歲」口號。在前總統馬英九任內，除了「中華民國萬歲」外，也喊過「臺灣民主萬歲」、「自由民主萬歲」口號。
烈嶼鄉九井路口附近設有「中華民國萬歲」碑。
1993年3月，曾犯下滅門血案的十大槍擊要犯之一的劉煥榮在進臺北看守所刑場執行槍決伏法前也曾高喊「中華民國萬歲」，隨後遭到槍決伏法。
1994年臺北市長選舉候選人趙少康與2020年中華民國總統選舉中國國民黨候選人韓國瑜皆曾於政見發表會上三呼「中華民國萬歲！」。兩人皆未當選。

## 朝鲜半岛

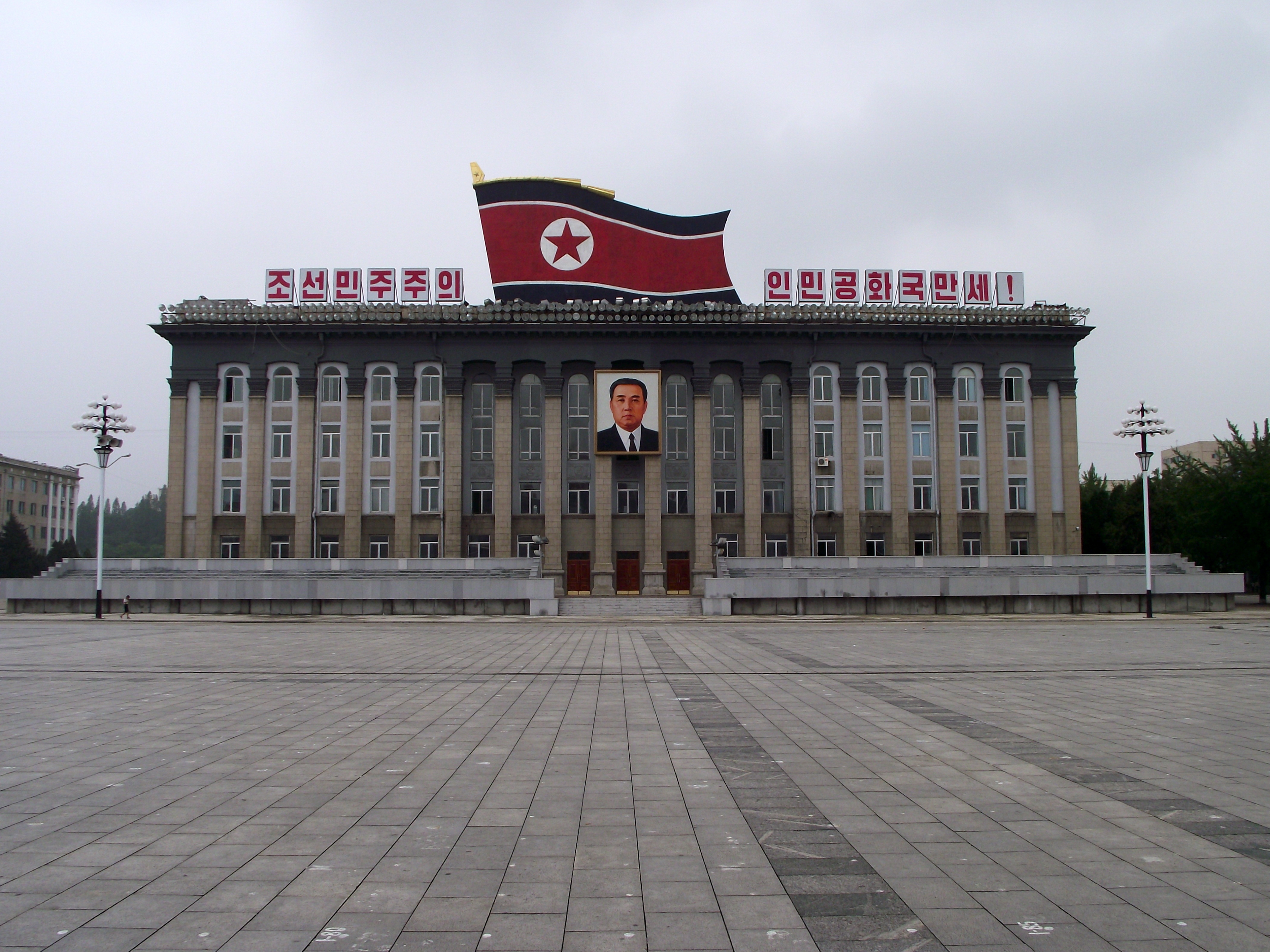
平壤金日成广场附近的朝鲜内阁第一办公楼，上面有标语“朝鲜民主主义人民共和国万岁”字样

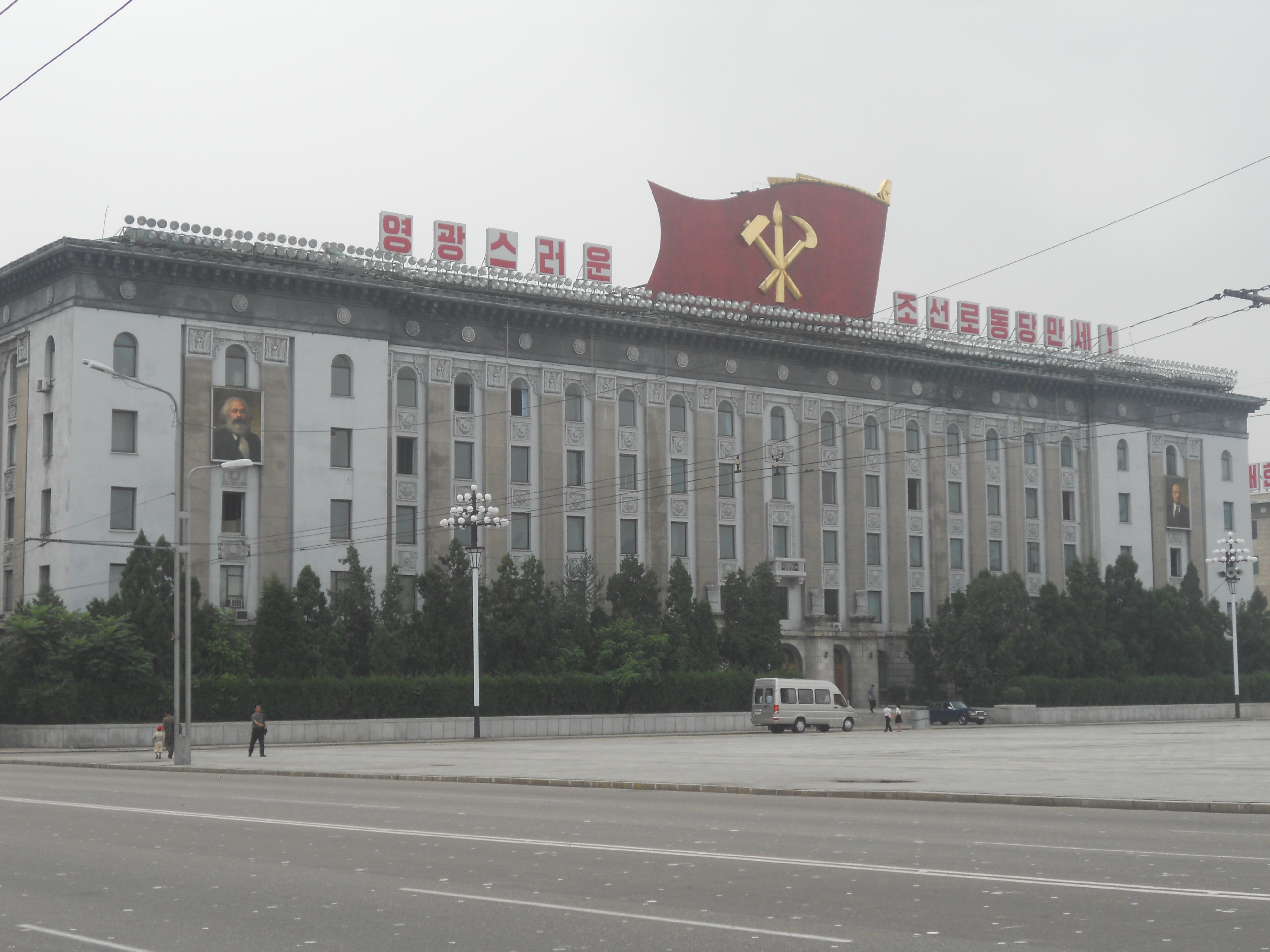
平壤金日成广场的朝鲜内阁第二办公楼，上面有标语“光荣的朝鲜劳动党万岁”字样

从新罗国开始，朝鲜民族开始使用万岁这个称呼。朝鮮王朝作为明朝或清朝的册封国，尊重明朝和清朝皇帝，朝鲜国王称“千岁”（천세）。
今天，在，街头小巷到处都不仅悬挂有「伟大的领袖金日成同志万岁」、「伟大的领导者金正日同志万岁」的标语，还悬挂有「朝鲜民主主义人民共和国万岁」、「朝鲜劳动党万岁」等的标语。网络上的朝鲜阅兵式视频中还可以见到朝鲜人民军及朝鲜工农赤卫队士兵对领导人呼喊万岁的场面。

## 日本
日本8世纪从中国引入这个词汇，用于对天皇的祝福。
現代叫法，即所謂「萬歲三唱」，則源自1889年(明治22年）2月11日，在青山練兵場臨時觀兵禮向明治天皇之馬車三唱萬歲。本來和田垣謙三教授提議，呼「萬歲、萬歲、萬萬歲」，再終則「萬歲、萬歲、萬歲」成為定例。
由于日本軍隊常以自殺式衝鋒攻擊美軍軍隊，意图“玉碎”，英语中把这种自殺攻擊行为叫“万岁冲锋”（banzai charge）。第二次世界大戰後期的塞班島戰役中，美軍進攻日軍佔領的塞班島，經過連番激戰，日軍被打得潰不成軍。殘餘的日軍部隊見已無退路，便跑上島上一個山崖，高呼「天皇陛下萬歲」，然後一躍而下。當地今被稱為「萬歲崖」。
同时，万岁也被用于其它和天皇无关的场合，如1883年的日本自由人权运动中有人高呼“自由万岁”。
今天，万岁被用于较隆重的祝福。如前中共中央总书记胡耀邦在1983年访问日本做完演讲，最后用日語高呼“萬歲”，意即“（中日友谊）万岁！”。
萬歲也是一種日本傳統藝能的名字，是新年期间表示祝福话语的歌舞，後發展為日式喜劇類型之一的「漫才」。

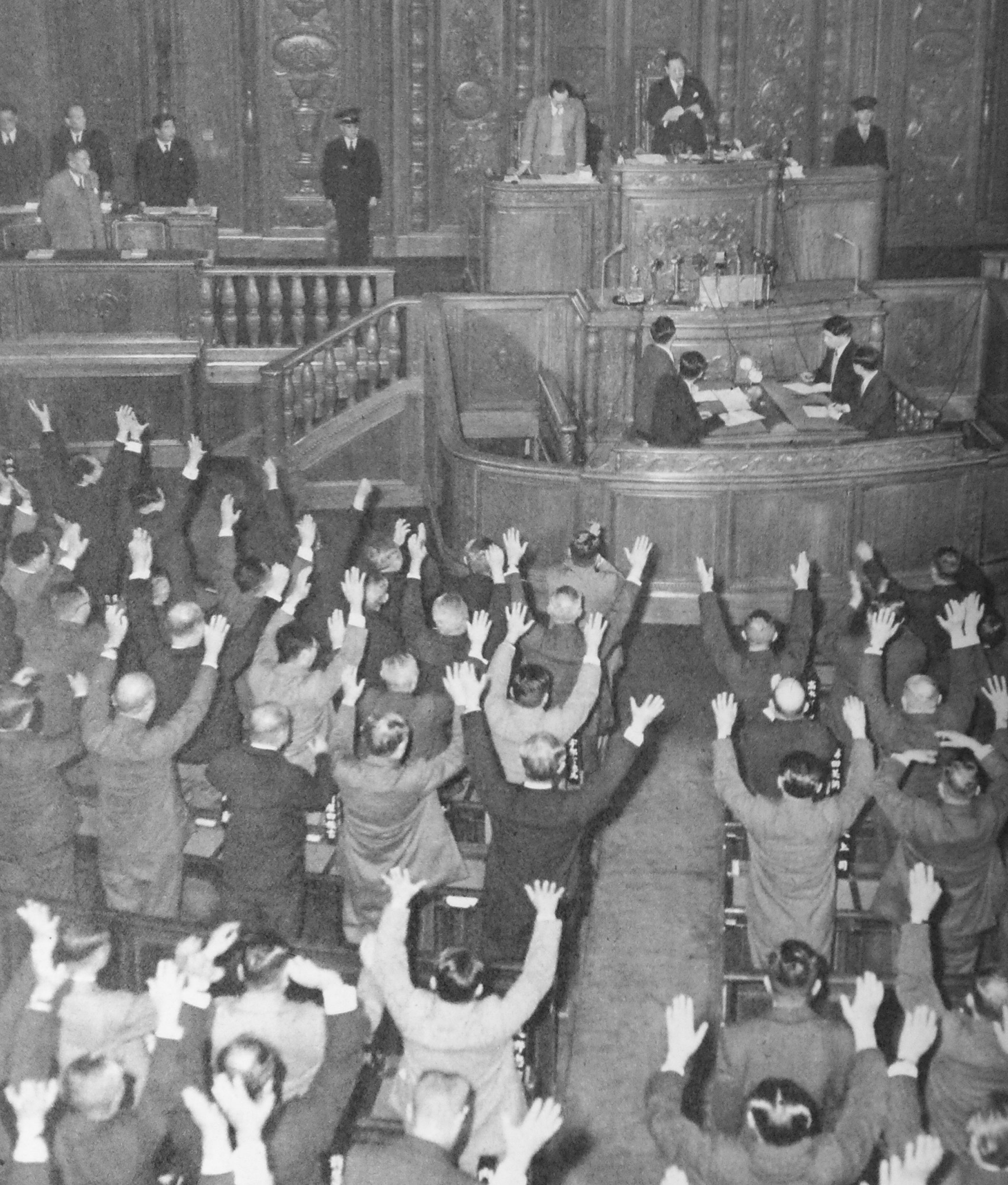
日本1953年的眾議院解散，全場議員呼喊「萬歲」

日本眾議院解散亦有「萬歲三唱」的慣例。众议院议长宣读天皇的众议院解散诏书后，议员们会一起连喊三声“万岁”，以示对解散的认同。此傳統起源自帝國議會時代，但成因則眾說紛紜，有自暴自棄說、對內閣表示投降、等同喊「天皇陛下萬歲」、或者純粹鼓舞士氣等說法。
现今日本选举的勝選者也会在確認當選後与支持者三呼万岁，以示庆祝。

## 越南
越南語中的，汉字即。或可寫為喃字。在越南開始獨立之路以後，已漸漸取代，例如：「胡志明萬歲」（Hồ Chí Minh muôn năm!）或「共產黨萬歲」（Đảng cộng sản muôn năm!）。
越南殉國者阮太學與阮文追在被处死前曾高呼“越南万岁！”。